# Okajama prefektúra

Okajama prefektúra térképe

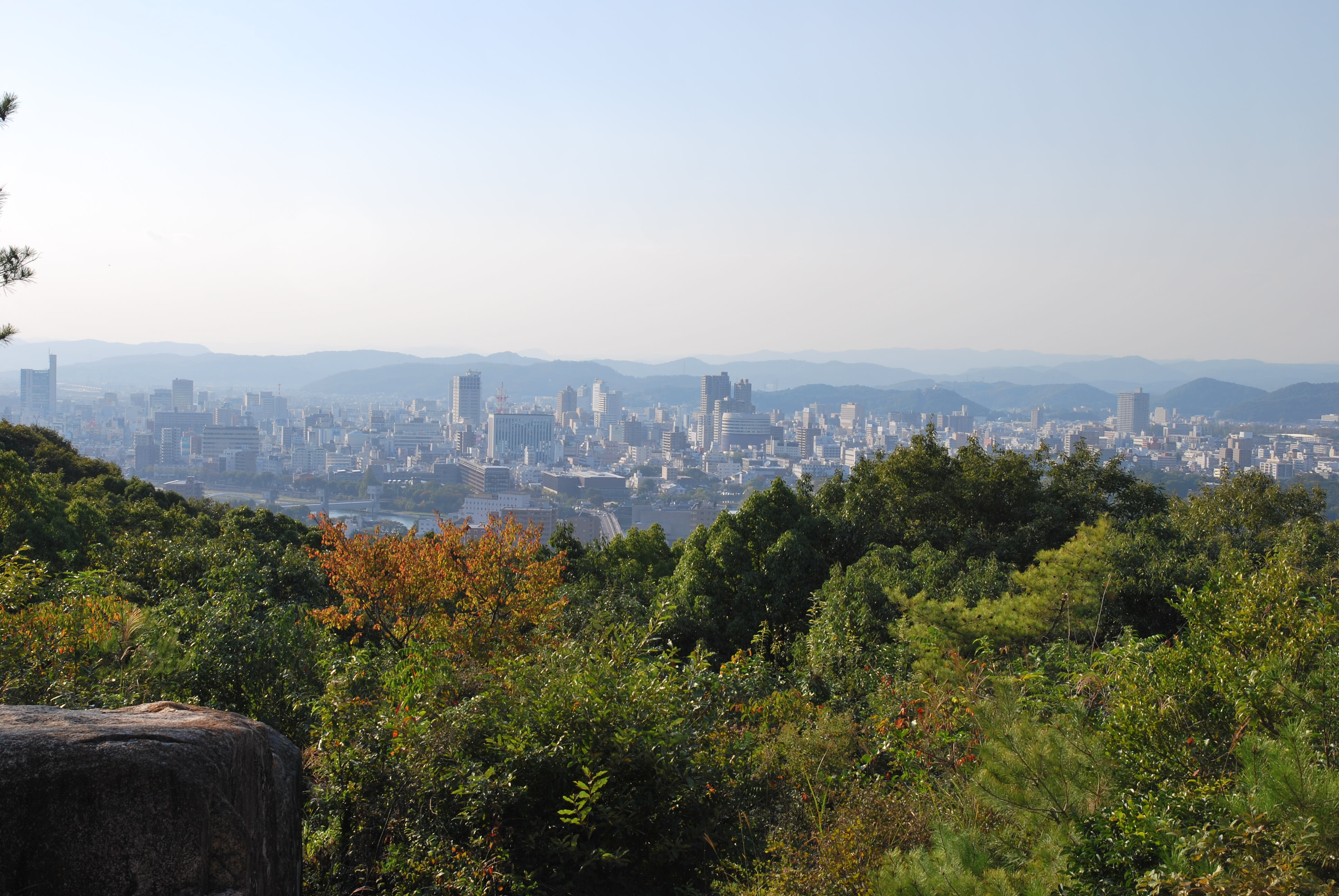
Okajama város

Okajama prefektúra  (岡山県; Hepburn:  Okayama-ken) Japán Honsú szigetén, a Csúgoku régióban található közigazgatási egység. Székhelye Okajama.

## Történelem
Okajama területe a Meidzsi-restaurációt megelőzően a Bicsú, Bizen és Mimaszaka tartomány része volt. Megalapítására és elnevezésére 1871-ben, a korai Meidzsi-kor (1868-1912) nagyszabású adminisztrációs reformjai során került sor. Határát 1876-ban határozták meg.

## Földrajz
Hjógó prefektúrával, Tottori prefektúrával és Hirosima prefektúrával határos. A Sikoku tartomány Kagava prefektúrájától a Szeto-beltenger és 90 sziget választja el.
Itt található Kurasiki történelmi városa. A lakosság többsége Kurasiki és Okajama köré koncentrálódik. Az északi hegyes területek kis falvaira az öregedő és csökkenő népesség jellemző. A prefektúra községeinek több mint fele hivatalosan is elnéptelenedettnek van nyilvánítva.
2014. április 1-je óta a prefektúra teljes területének 11%-át natúrparknak nyilvánították, név szerint a Daiszen-Oki Nemzeti Parkot és a Szetonaikai Nemzeti Parkot, a Hjószen-Usirojama-Nagiszan Kvázi-Nemzeti Parkot és további 7 prefektúrai nemzeti parkot.

### Nagyvárosok
Tizenöt város található Okajama prefektúrában:
- Akaiva
- Aszakucsi
- Bizen
- Ibara
- Kaszaoka
- Kurasiki
- Maniva
- Mimaszaka
- Niimi
- Okajama
- Szetoucsi
- Szódzsa
- Takahasi
- Tamano
- Cujama

### Városok és falvak
Körzetek városai és falvai:
- Aida körzet
  - Nisiavakura
- Aszakucsi körzet
  - Szatosó
- Kaga körzet
  - Kibicsúó
- Kacuta körzet
  - Nagi
  - Sóó
- Kume körzet
  - Kumenan
  - Miszaki
- Maniva körzet
  - Sindzsó
- Oda körzet
  - Jakage
- Tomata körzet
  - Kagamino
- Cukubo körzet
  - Hajasima
- Vake körzet
  - Vake

## Oktatás

### Egyetemek
- Okajama
  - Okajama Egyetem
  - Okajama Tudományegyetem
  - Okajama Soka Egyetem
  - Sanjo Gakuen Egyetem
  - Sudzsicu Egyetem
- Kurasiki
  - Okajama Gakuin Egyetem
  - Kurasiki Sakujo Egyetem
  - Kawasaki Orvostudományi Egyetem
- Sodzsa
  - Okajama Prefektúrai Egyetem
- Cujama
  - Mimaszaka Egyetem

### Középiskolák
- Okajama
  - Okajama Icsinomija Középiskola
  - Okajama Aszahi Középiskola
  - Okajama Szozan Középiskola
  - Hoszen Középiskola

## Közlekedés

### Vasút
- JR West
  - Szanjó Sinkanszen
  - Szanjó Vasútvonal
  - Hakubi Vasútvonal
  - Kibi Vasútvonal
  - Ako Vasútvonal
  - Uno Vasútvonal
  - Kisin Vasútvonal
  - Geibi Vasútvonal
  - Inbi Vasútvonal
- JR West and JR Sikoku
  - Honsi-biszan Vasútvonal
- Csizu Expressz
- Ihara Vasút
- Mizusima Rinkai Vasút

### Villamoshálózat
- Okajama Electric Tramway

### Utak

#### Autópályák
- Szanjo autópálya
- Csugoku autópálya
- Seto központi autópálya
- Jonago autópálya
- Okajama autópálya
- Tottori autópálya

#### Főútvonalak
- 2-es út (Oszaka-Kóbe-Himedzsi-Bizen-Okajama-Kurasiki-Aszakucsi-Onomicsi-Hirosima-Sunan-Simonoszeki-Kitakjúsú)
- 30-as út (Okajama-Uno-Takamacu
- 53-as út (Okajama-Cujama-Tottori)
- 179-es út
- 180-as út (Okajama-Takahasi-Niimi)
- 181-es út (Cujama-Manica-Jonago-Jaszugi-Macue)
- 182-es út
- 183-as út
- 250-es út (Okajama-Setoucsi-Akó-Aioi-Takaszago-Akasi)
- 313-as út (Fukujama-Takahasi-Maniva-Kurajosi)
- 373-as út
- 374-es út
- 429-es út
- 430-as út
- 482-es út (Kjotango-Tojooka-Vakasa-Kagamino-Maniva-Kófu
- 484-es út

### Repülőterek
- Okajama Repülőtér

## Kultúra
- Bizen kerámia
- Bizen Osafune/Bitchu Aoe kardok

## Sportok
A következő csapatok rendelkeznek okajamai központtal:

### Labdarúgás
- Fagiano Okayama F.C. (Okajama város)
- Mitsubishi Motors Mizushima F.C.  (Kurasiki)

### Röplabda
- Okayama Seagulls  (Okajama város)

## Turizmus

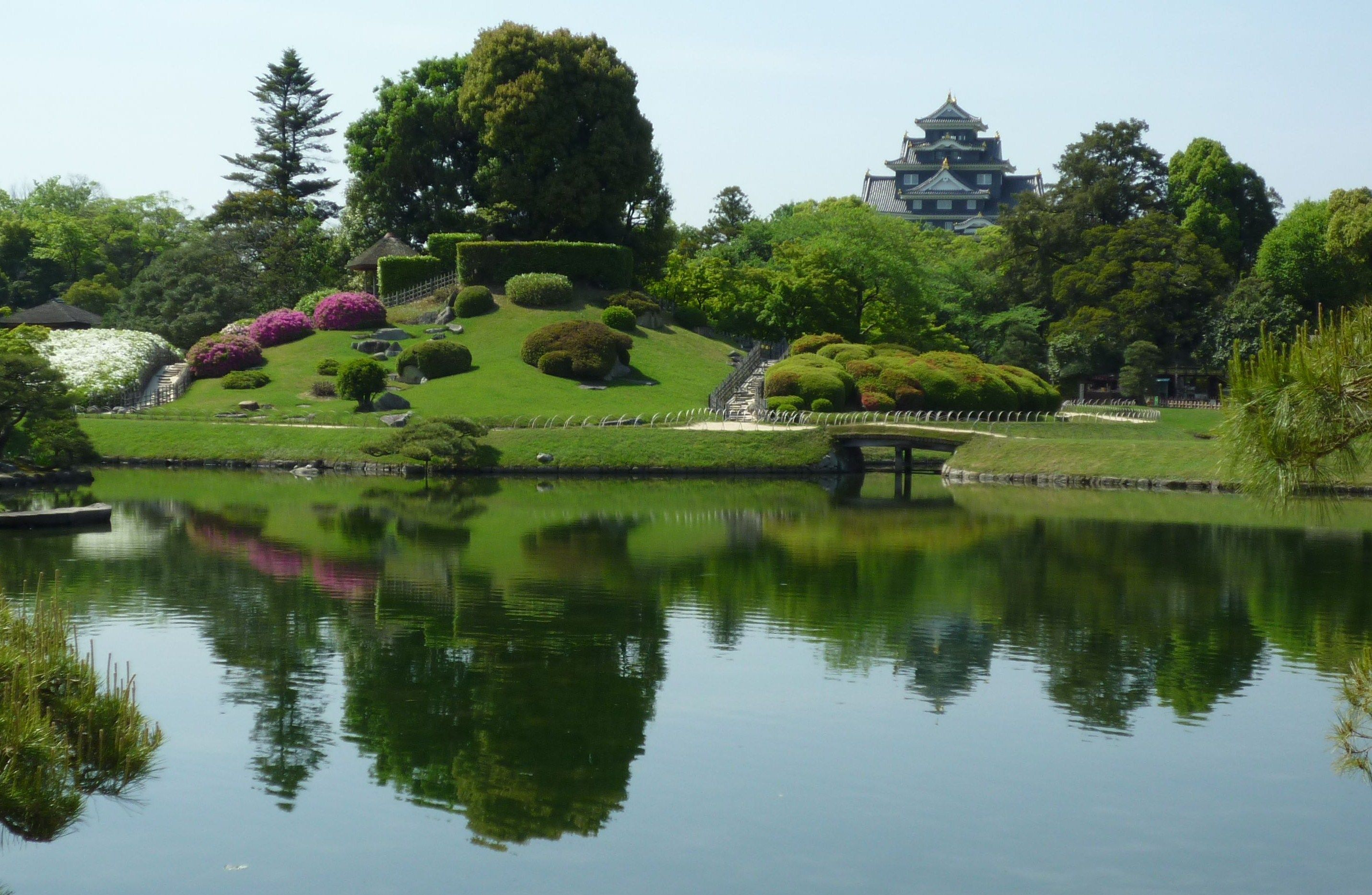
Koraku Park és az Okajama Kastély

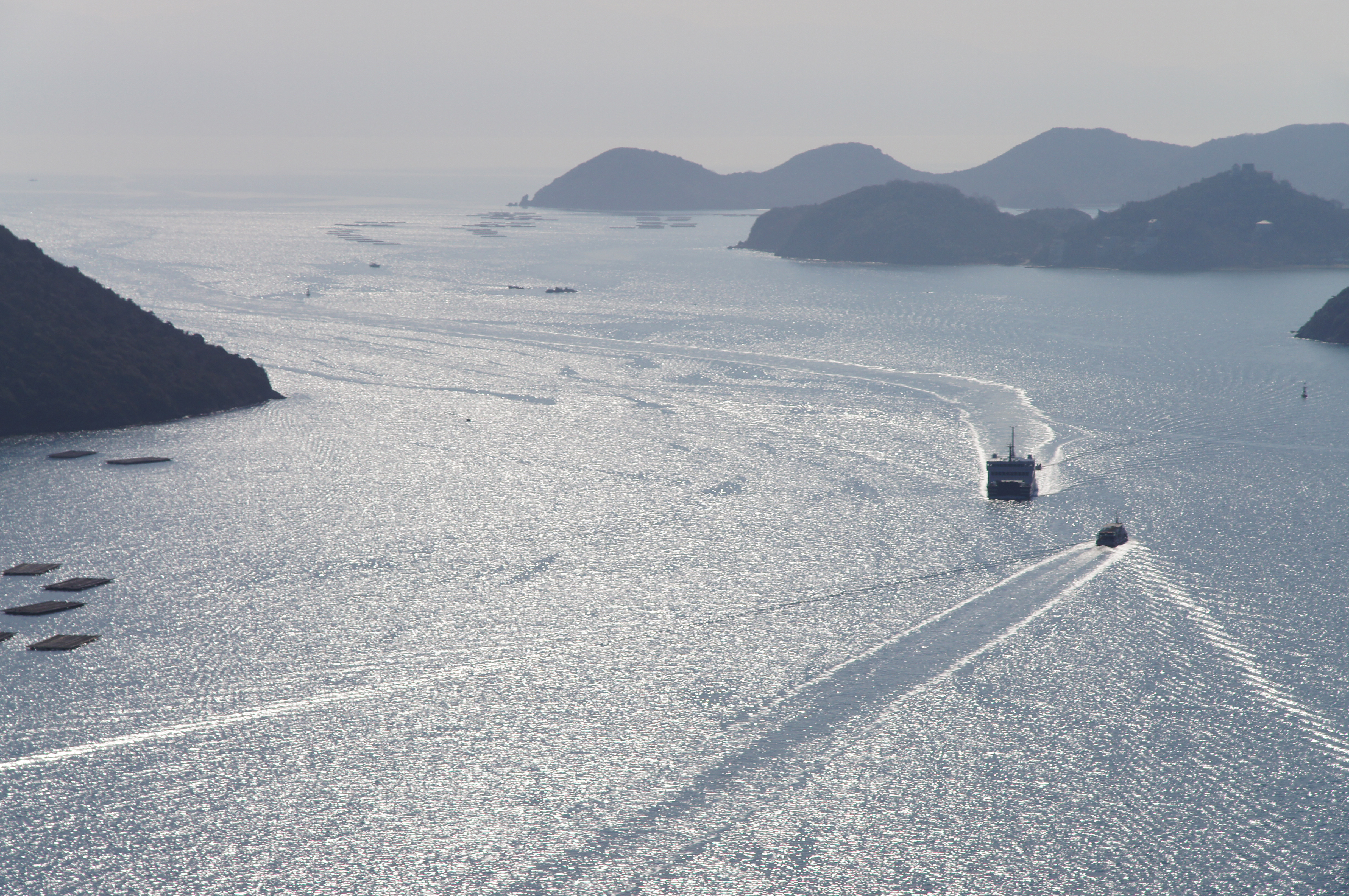
Hinasze szigete és a Szeto Beltenger

Turisztikai látványosságok:
Turisztikai látványosságok:
- Koraku-en Japánkert, Okajama
- Okajama Kastély, Okajama
- Ki Kastély, Szódzsa
- Sizutani Iskola, Bizen
- Bikan  (倉敷美観地区; Hepburn: Kurashiki Bikan Chiku?), Kurasiki
- Bitcsu Macujama Kastély, Takahasi
- Kakuzan Park, Cujama
- Biszei Csillagvizsgáló (美星天文台; Hepburn: Bisei Tenmondai?), Ibara
- Maki-do Barlang, Niimi

## Híres személyek
- Sin Kojamada, színész[9]
- Juko Arimori, maratonfutó[10]
- Tessó Genda, szinkronszínész
- Rjutaro Hasimoto, Kiicsiro Hiranuma, Inukai Cujosi, Kan Naoto és Hatojama Jukio, korábbi Japán miniszterelnökök
- Senicsi Hosino, baseball menedzser
- Kosi Inaba, énekes
- Icsijo Izava, zongorista
- Josio Nisina, a fizika atyjaként vált ismertté Japánban
- Jumedzsi Takehisza, híres és befolyásos, 20. század eleji művész
- Szessú Tójó, suiboku mester
- Dzsoicsiro Tacujosi, bokszoló
- Haruka Fukusima, manga művész
- Kisimoto Maszasi , manga művész, a Naruto megalkotója[11]
- Seisi Kisimoto, manga művész
- Daiszuke Takahasi, olimpikon műkorcsolyázó
- Dorlisz, jazz zenész
- Mijamoto Muszasi, szamuráj
- Megumi Fudzsii, MMA harcos
- Maszaki Kadzsisima, Tenchi Muyo! megalkotója
- Morihiro Hasimoto, darts játékos